# Рука Зеї
«Рука Зеї» (англ. The Hand of Zei) — науково-фантастичний роман Лайона Спрег де Кемпа, вперше опублікований частинами (жовтень 1950 — січень 1951) в Astounding Science Fiction. Друга книга серії «Міжпланетні подорожі» (порт. Viagens Interplanetarias), і друга з підсерії про планету Крішна.

## Зміст
Письменнику Дірку Барневельту і лектору Джорджу Тангалоа, працівникам компанії міжпланетного дослідника та документаліста Ігоря Штайна, доручають завершити його завдання дослідити схожу на Саргасове море зону Сунгар у морі Баняо планети Крішна, а також знайти Штайна, який був викрадений на Крішні. Прибувши на планету, земляни подорожують, загримувавшись у місцевих кришнаноїдів, до королівстка амазонок Кіріб, якому формально належить Сунгар. Сам Барневельт вдає відомого генерала «Сньола з Плешта» з антарктичної нації Нічнямадзе (місце дії оповідання де Кемпа «Калорії»). Приголомшлива репутація Сньола в різних випадках чи допомагала чи ускладнювала їх місію.
На кожному кроці їх переслідують пірати з Сунгара, які вважають, що їхня справжня мета — перешкодити контрабандній діяльності піратів. Ускладнення виникають, коли вони вплутуються у справи монархії Кіріб, чию принцесу Зею викрадають пірати. Королева Альванді наказує Дірку повернути принцесу, і залишає Джорджа своїм заручником. Дірк з командою найнятих матросів направляється до Сунгару, начебто з викупом, але під час переговорів здійснює вдалий напад на керівництво піратів і викрадає Зею.
Переобладнавши свій корабель під невідоме місцевим бермудське вітрило, Дірк відривається від переслідування. Однак бунтівна команда залишає їх на невідомому березі при поповненні запасів води. Врятувавшись від місцевих канібалів та тигроподібного «екія», вони врешті добираються в Кіріб.
Пірати Сунгару є монополістами в виготовленні приворожувального зілля для чоловіків, що не подобається ні амазонкам, ні сусіднім королівствам.
Королева Альванді збирає флоти сусідніх держав для знищення Сунгара і монархи обирають Дірка очолити об'єднаний флот. Дірк вдало використовує наявні у флоті перші авіаносці з планерами для перемоги над флотом піратів і приступає до облоги їх бази. Він використовує лижі для пересування по поверхні з водоростями для десантування на берег. Після декількох битв і загибелі верхівки піратів, їх залишки погоджуються на мирні умови, що включають їх депортацію у віддалену пустелю королівства. В одній з битв Дірку вдається перемогти загіпнотизованого Штайна і сховати на своєму кораблі.
Ще до викрадення, Дірк закохується в Зею, і це пов'язано з небезпеками та ускладненнями. Вона не тільки принцеса, але й як потенційна королева Кірібу, вона матиме відповідальність щороку приймати нового короля-чоловіка, ритуально страчувати та бенкетувати ним, коли його річний термін добігатиме кінця. Навіть, якщо подолати цю традицію, Дірк і Зея як представники різних видів, не могли б бути справжньою парою.
Під час депортації Альванді збирається знищити піратів і Дірк втікає разом з ними.
Зея надсилає йому лист, в якому повідомляє, що є викраденою землянкою а також знає про його маскування.
Вона просить прибути в столицю, щоб не допустити її шдюбу з кандидатом обраним Альванді.
Використавши важку кінноту на шестиногих «айя», Дірк з піратами проривається в палац і викриває маніпуляції Альванді.
Після її втечі він пише першу конституцію Кірібу і проводить вибори.
Вони з Зеєю відправляються керувати Сунгаром і відкривають там виробництво поташу з водоростів.